# CP-Baureihe 2240

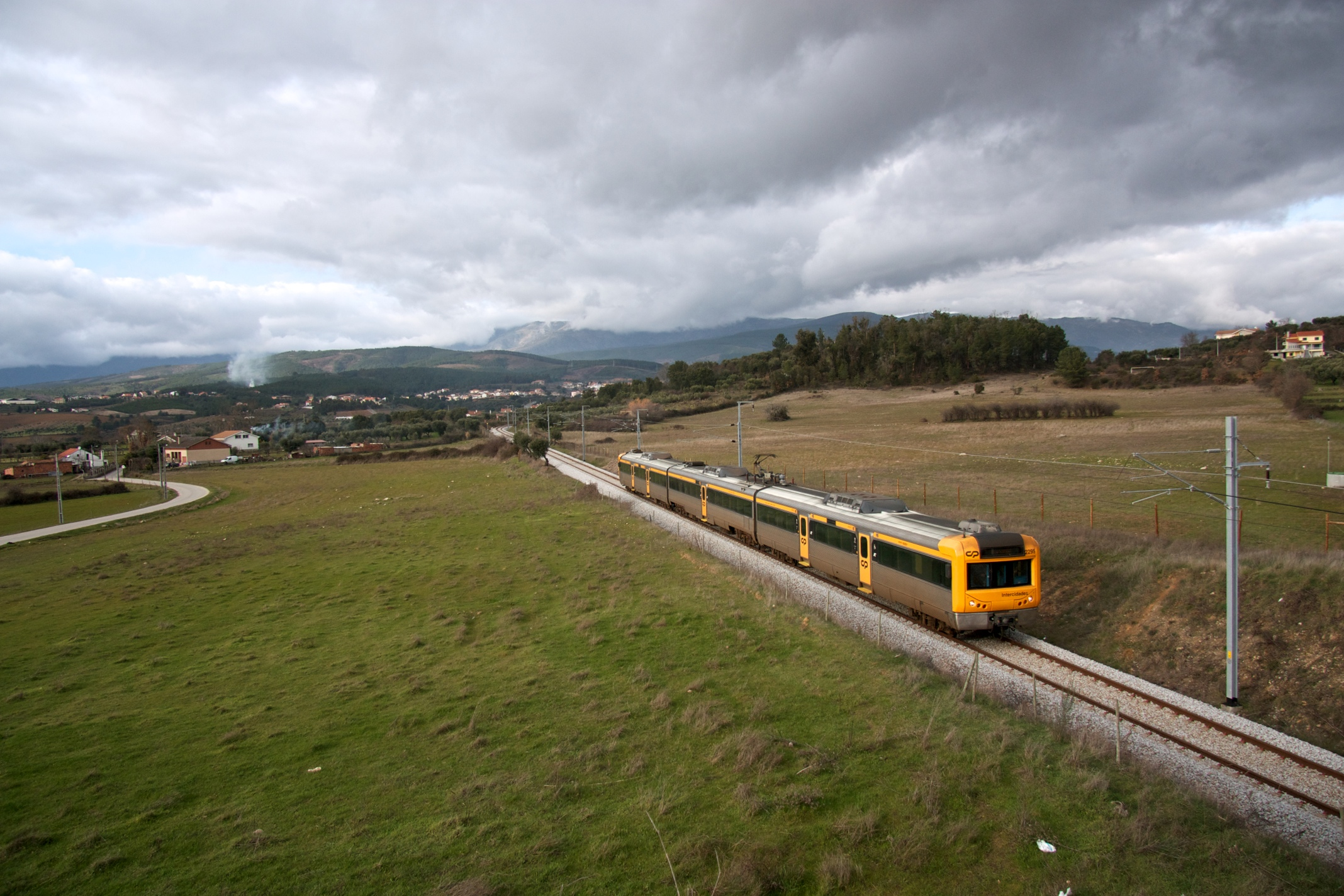
Baureihe 2240 als Intercidades zwischen Covilhã und Lissabon Santa Apolónia

Die CP-Baureihe 2240 (portugiesisch UTE 2240) ist eine Serie von elektrisch betriebenen Triebwagen der portugiesischen Eisenbahn Comboios de Portugal, die vorwiegend im Regionalverkehr eingesetzt wird. Die Serie umfasst 57 Fahrzeuge.

## Geschichte
Ende 1999 schrieben die Comboios de Portugal eine Modernisierung der Baureihen 2100, 2150 und 2200 aus. Es bewarben sich insgesamt zwei Unternehmen und ein Konsortium: Adtranz und Alstom sowie ein Konsortium aus der CP-Tochtergesellschaft EMEF, Siemens und CAF. Mit der Modernisierung plante die Regierung fünfzig Prozent der Kosten gegenüber einer Neuanschaffung zu sparen. In der Planungen waren von den 57 Zügen 20 Einheiten für die Geschäftseinheiten CP Urbanos de Lisboa, 19 für CP Urbanos do Porto und 18 für CP Regional vorgesehen. Die Ausschreibung gewann das Konsortium EMEF-Siemens-CAF.
Die Modernisierung fand in den Jahren 2003 bis 2005 in den EMEF-Werken in Entroncamento statt. Diese drei Serien waren in den Jahren 1970–1984 durch Sorefame im Werk Amadora produziert worden. Die Kosten der Sanierung betrugen 117 Millionen Euro, nachdem 2002 das Konzept vorgestellt wurde und 2003 bis 2005 die Sanierung durchgeführt wurde, konnte 2004 der erste sanierte Zug seiner Bestimmung übergeben werden. Bei der Sanierung erhielten die Züge eine neue Stirnfront in roter Farbe, die metallfarbenen Wagenkästen mit dem Soreframe-Stahl wurden beibehalten.

## Einsatzgebiet
Die Serie 2240 kommt vor allem im Regional- und Vorortverkehr der CP Regional und der CP Urbanos do Porto eingesetzt. Gelegentlich fahren die Wagen auch als Intercidades-Züge, so im Jahre 2011 auf der Linha do Alentejo oder seit November 2011 auf der Linha da Beira Baixa auf der Verbindung Lissabon–Covilhã, wobei diese dort auf starken Unmut seitens der Kundschaft treffen. Im Regionalverkehr werden die Züge auf nahezu allen elektrifizierten Strecken eingesetzt, unter anderem auf der Linha do Norte (Lissabon–Entroncamento, Entroncamento–Coimbra, Coimbra–Aveiro, Aveiro–Porto) und der Linha do Sul (Pinhal Novo–Faro) eingesetzt. Zwischen September 2009 und bis zur wirtschaftlich bedingten Einstellung Anfang Oktober 2011 fuhren die Züge auch auf der Linha de Vendas Novas zwischen Setil und Coruche.

## Ausstattung
Die Züge sind in zwei Klassen unterteilt. Die erste Klasse umfasst 60 Sitzplätze, die zweite deren 192. Die Züge werden elektrisch betrieben und verkehren mit der in Portugal üblichen Spannung von 25 kV 50 Hz. Die Höchstgeschwindigkeit beträgt 120 Kilometer pro Stunde.
Die im Fern- und Regionalverkehr eingesetzten Züge verfügen über einen metallfarbenen Wagenkasten und eine rot-blau-schwarze Front. Die Türen sind ebenfalls in Silber gehalten. Jene Einheiten, die bei der CP Urbanos do Porto eingesetzt werden, verfügen über eine gelb-schwarze Lackierung, die Türen sind in gelber Farbe gehalten.